# Џо Кол
Џозеф Џон Кол (енгл. Joseph John Cole; Лондон, 8. новембар 1981) бивши је енглески фудбалер и репрезентативац који је играо на средини терена.

## Клупска каријера
Џо Кол је каријеру почео у Вест Хему. Својевремено је важио за једног од најталентованијих играча Енглеске о чему сведочи и једна од понуда Манчестер јунајтеда који је за њега нудио 10 милиона фунти иако је Кол тада био шеснаестогодишњак. Он је био део екипе која је 1999. освојила ФА куп за младе играче победивши у финалу Ковентри резултатом 9-0 (укупан резултат након две утакмице). У том тиму је, поред осталих, играо и Мајкл Керик. Кол је у јануару 2003. године понео капитенску траку сениорског тима Вест Хема са својом 21 годином. Џо је 2003. године прешао у редове Челсија за 6,6 милиона фунти, али све до 2005. године није био у плановима дотадашњих тренера. Тек од доласка Муриња је добио већу минутажу. Са „плавима“ је освојио две узастопне титуле у Премијер лиги, као и један ФА куп. Био је изабран за најбољег играча Челсија у 2008. години. У сезони 2008/09. је доживео тешку повреду колена због које је морао да заврши ову сезону пре времена. Прешао је у Ливерпул јула 2010. године, као слободан играч.

## Репрезентативна каријера
За сениорску репрезентацију Енглеске је одиграо 56 утакмица и постигао 10 голова. Играо је на Светском првенству 2002, Европском првенству 2004 и Светском првенству 2006. као и квалификацијама за Европско првенство 2008. на које се Енглеска није пласирала.

## Трофеји и награде
Вест Хем
- ФА куп (млади) (1) : 1999.
- Интертото куп (1) : 1999.

Челси
- Премијер лига (3) : 2004/05, 2005/06, 2009/10.
- ФА куп (3) : 2007, 2009, 2010.
- Карлинг куп (2) : 2005, 2007.
- ФА Комјунити шилд (2) : 2005, 2009.

Индивидуални
- Најбољи играч Вест Хема 2003.
- Најбољи играч Челсија 2008.